# Daphne Kollerová
Daphne Kollerová (nepřechýleně Daphne Koller; * 27. srpna 1968) je izraelsko-americká vědkyně působící na Katedře počítačové vědy Stanfordovy univerzity. Je spoluzakladatelkou vzdělávací platformy Coursera. Hlavní oblastí jejího výzkumu je umělá inteligence a její využití v biomedicíně.

## Vzdělání
V roce 1985, ve svých 17 letech, získala bakalářský titul na Hebrejské univerzitě v Jeruzalémě a o rok později, v roce 1986, na té samé univerzitě magisterský titul. V roce 1993 dokončila na Stanfordově univerzitě doktorské studium.

## Kariéra avýzkum
V letech 1993–1995 se věnovala postdoktorskému výzkumu na Kalifornské univerzitě v Berkeley. V roce 1995 začala působit na tamní Katedře počítačových věd. V roce 2011 byla zvolena členkou National Academy of Engineering a v roce 2014 Americké akademie umění a věd.
V roce 2012 spoluzaložila vzdělávací platformu Coursera. Týdeník Newsweek ji zařadil mezi 10 nejdůležitějších lidí roku 2010, časopis Time mezi 100 nejvlivnějších lidí roku 2012 a časopis Fast Company mezi nejvíce kreativní osobnosti roku 2014.